# Transdanubische Vulkanregion
Die Transdanubische Vulkanische Region ist ein langer, fossiler Vulkanbogen in Südeuropa, der sich von Slowenien durch das südliche und südöstliche Österreich bis zur Grenze zwischen Burgenland und Ungarn hinzieht.

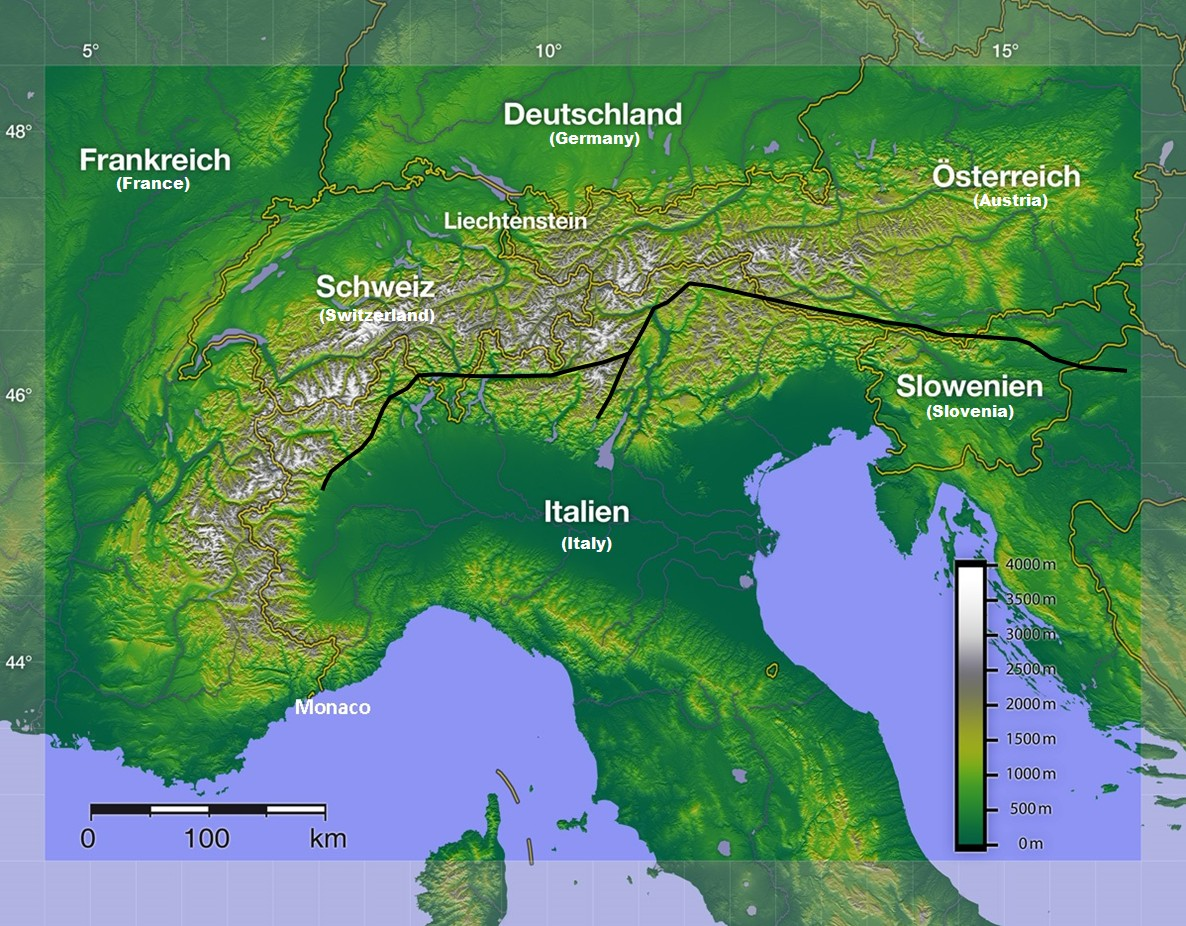
Periadriatische Naht (setzt sich nordöstlich im Transdanubischen Vulkanbogen fort)

Manche Geologen sehen einen großtektonischen Zusammenhang mit der von Norditalien nach Osten ziehenden Periadriatischen Störungslinie, deren geometrische Fortsetzung der Vulkanbogen bildet.

## Geologisch-Geografischer Überblick
Der leicht gekrümmte Bogen besteht aus einigen Dutzend erloschenen Vulkanen, die sich in annähernd linienförmiger Anordnung im Jungtertiär – im Zuge der alpiden Gebirgsfaltung – gebildet haben. Das Aufsteigen ihrer Vulkanite ist großteils eine Folge der Verschiebungen, die viele geologische Formationen durch den Druck erlitten haben, den die Afrikanische Platte bei der alpiden Gebirgsbildung über mindestens 30 Jahrmillionen gegen den Kontinentalblock Europas ausgeübt hat und dies bis heute tut. Dabei hat sich die Afrikanische Kontinentalplatte über die Europäische Platte geschoben, wodurch das Gestein im Untergrund schmolz und als Magma zur Erdoberfläche hochstieg (ähnliche Vorgänge treten bis heute an den Subduktions-Zonen rings um den Pazifik auf).
Der Vulkanbogen beginnt im heutigen Slowenien südlich des Bachergebirges und setzt sich mit jungtertiären Vulkanit-Vorkommen im Süden Österreichs (Kärnten und Südost-Steiermark) fort: Er quert das Lavanttal und verläuft bis zum Oststeirischem Hügelland, wo die größte Zahl an ehemaligen Vulkanen festzustellen ist. Durchschnittlich tritt hier alle 10 km eine Insel aus vulkanischen (meist sehr festen) Gesteinen ans Tageslicht. In der Südsteiermark sind solche Berge zum Beispiel bei Weitendorf (Basaltsteinbruch Weitendorf) und Klöch festzustellen, setzen sich im Stradnerkogel (610 m) und den Gleichenbergen (nördlich der Thermalquellen von Bad Gleichenberg) fort und drehen ihren Verlauf langsam nach Norden. Die nächsten markanten Vulkane sind der Steinberg bei Feldbach und der steile Tuffschlot, auf dem die berühmte, nie eroberte Riegersburg sitzt. Über einige Vulkaniteinheiten bei Fürstenfeld überquert der Vulkanbogen die Grenze zum Burgenland, passiert die Günser Berge und bildet im Pauliberg bei Landsee (Bezirk Oberpullendorf) den letzten hohen Vulkankegel. Der Pauliberg ist der jüngste Vulkan Österreichs und war vermutlich noch bis vor etwa 2 Jahrmillionen aktiv. Der dort abgebaute Basalt gehört infolge seiner Festigkeit weltweit zu den Baustoffen mit der größten Haltbarkeit.
Ein Vulkan bei Oberpullendorf bildete die Hügelkuppe Fenyös westlich des Ortskerns von Oberpullendorf. Dieser Vulkan besteht aus zwei übereinander liegenden Lavaströmen. Er wird in die Zeit vor dem bzw. um das Sarmat datiert (etwa 12 Millionen Jahre).
Im Westen von Wien wurden beim Bau eines Wasserspeichers im Lainzer Tiergarten bei Mauer ebenfalls Hinweise auf vulkanische Tätigkeit gefunden. Auch an anderen Stellen in Mauer und Umgebung wurden vulkanische Gesteine (Pikrite, Tuffe) beobachtet. An den Gesteinen wurden Bohrlöcher von Meermuscheln beobachtet. Die Aktivität der Vulkane wird auf ein Alter von ungefähr 12 Millionen Jahren und damit in das Miozän geschätzt.

## Genese der Vulkankette
In einem Bericht untersuchte der Leobener Geophysiker Leopold Weber (Koautor) einen Teil dieser transdanubischen Vulkanregion in der Steiermark und formulierte deren Entstehung folgendermaßen:

„Wenn man nur den Vulkanismus des oststeirischen Beckens […] betrachtet, kann man 2 Typen vulkanischer Tätigkeit unterscheiden, die einerseits im Chemismus ihrer Gesteine, andrerseits in der Zeit ihrer Entstehung verschieden sind. Die erste vulkanische Tätigkeit innerhalb der Süd-Oststeiermark ereignete sich im Miozän vor ca. 17 Mio. Jahren. Dieser „saure“ Vulkanismus förderte Gesteine meist in Form von flachen Schildvulkanen. Obertags sind diese Produkte dieser Vulkantätigkeit nur im Gebiet nördlich von Bad Gleichenberg (Gleichenberge) aufgeschlossen. Die tatsächliche Ausdehnung dieser „sauren Vulkanite“ ist nur durch Tiefbohrungen bekannt geworden. Nachdem das oststeirische Becken zur Zeit dieser älteren Vulkantätigkeit ein durch Schwellen in Teilbecken gegliedertes Meer war, begann nach einem erfolgten neuerlichen Meereseinbruch aus dem Süden die Abschnürung des steirischen Beckens im Sarmat und damit eine allmähliche Verlandung.“

Laut dem Bericht erfolgte noch eine zweite vulkanische Phase im Gelasium vor 1,8 – 2,5 Jahrmillionen. Im Gegensatz zur ersten brachte diese Vulkantätigkeit vor allem „basische Vulkanite“ an die Erdoberfläche. Der Fachmann erkennt sie in Form zahlreicher Durchschlagsröhren, die „[…] manchmal obertags deckenförmige Lavaergüsse hervorbrachten. An manchen Stellen sind nur mehr Tuffschlote erhalten, wie z. B. der Burgfelsen der Riegersburg, oder man kann noch die Strukturen ehemaliger Kesselkrater erkennen“ – wie zum Beispiel im Basaltsteinbruch von Klöch (Steiermark).

## Liste der Vulkane (Auswahl)
| Name                             | Höhe |
| -------------------------------- | ---- |
| Auersberg                        | 393  |
| Bschaidkogel                     | 563  |
| Forstkogel                       | 420  |
| Gleichenberger Kogel             | 598  |
| Güssinger Burgberg               | 318  |
| Kalvarienberg Unterweißenbach    | 374  |
| Kapfensteiner Kogel              | 473  |
| Kaskögerl                        | 403  |
| Königsberg (auch Kindsbergkogel) | 462  |
| Kuruzzenkogel                    | 425  |
| Pauliberg                        | 761  |
| Riegersburg                      | 484  |
| Steinberg                        | 470  |
| Stradner Kogel                   | 609  |

## Beispiel des Basaltsteinbruchs von Klöch (Steiermark)
Den Nordteil dieses Massivs bildet der Kindbergskogel. Er ist ein Aufschüttungskegel aus Vulkanschlacken und Tuffen mit Radialspalten, in die während späterer Extrusionen basaltisches Magma eindrang. Im Südteil des Klöcher Massivs erstreckt sich hingegen ein mit Basanit aufgefüllte Caldera. In diesem festen Basaltgestein befindet sich der Basaltsteinbruch Klöch. Die Caldera liegt in einer Decke von Tuffen und ihrer sedimentären Unterlage.
Der Basalt wird mit Böhler-Bohrraupen in einem 4 m-Raster und anschließenden Sprengungen abgebaut. Die Jahresbohrleistung von 52 km mal 9 cm ermöglicht eine Jahresproduktion von über 950.000 Tonnen. Die vier Brecher der Aufbereitungsanlage erzeugen etwa 350.000 Mt Edelbrech-Körnungen und 550.000 t Schotter für den Tiefbau; der ungebrochene Rest dient für den Wasserbau, für Bodenverbesserung und für Schüttungen.

## Basalt am Pauliberg (Burgenland)
Das Ende des Vulkanbogens wird annähernd vom Pauliberg an der Grenze zwischen St. Martin und Kobersdorf, Bezirk Oberpullendorf markiert. Der sehr kompakte, 761 m hohe Berg besteht großteils aus Basalt und ist der jüngste Vulkan Österreichs, der vermutlich noch vor etwa 2 Jahrmillionen aktiv war. Nahe dem Gipfel befindet sich seit langem ein Steinbruch; der dort abgebaute Basalt gehört infolge seiner Festigkeit weltweit zu den Baustoffen mit der größten Haltbarkeit.
Der Pauliberg liegt im Übergangsbereich der Ostalpen zur pannonischen Tiefebene. Der Pauliberg-Vulkanismus begann vor etwa 20 Millionen Jahren und reichte bis ins Pliozän. In einer Lavazunge ist eine Höhle, die „Vierlöcherhöhle“, eingebettet. Diese Besonderheit ist die einzige sekundäre Basalthöhle des Burgenlandes. Die Basaltkuppe durchbricht die Folge von Wechselgesteinen und liegt somit als einziger in der Kette pliozäner Vulkanberge des Alpenostrands auf dem Kristallin auf. Die um Landsee vorkommenden Wechselgesteine bilden den Ostteil des „Wiesmather Fensters“.